# Smolary (województwo zachodniopomorskie)

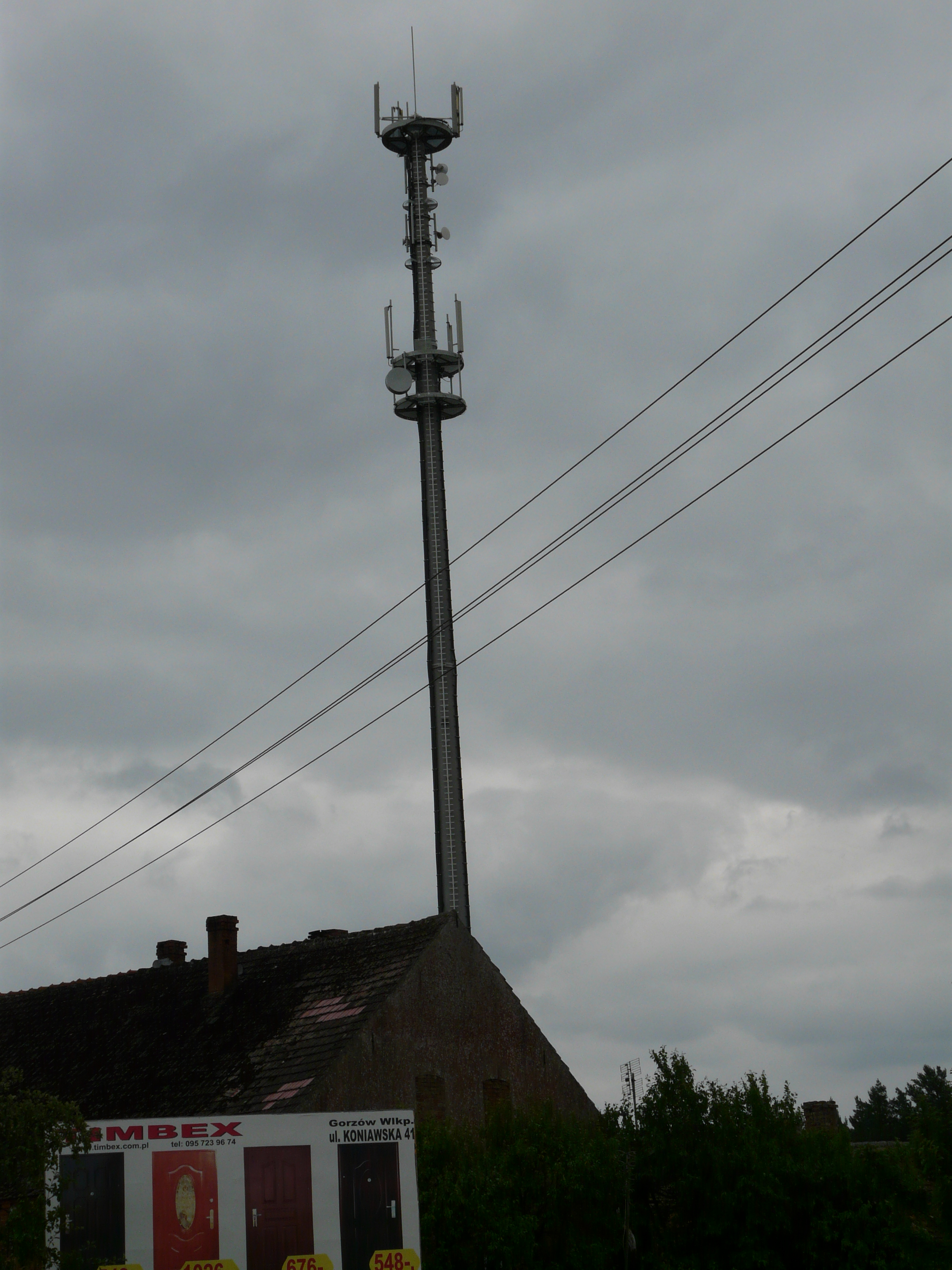
Maszt komórkowy w Smolarach

Smolary – kolonia w Polsce położona w województwie zachodniopomorskim, w powiecie myśliborskim, w gminie Nowogródek Pomorski.
W 2002 r. kolonia miała 14 mieszkańców.
W latach 1975–1998 miejscowość administracyjnie należała do województwa gorzowskiego.
Smolary stanowią punkt końcowy drogi wojewódzkiej nr 119, biegnącej po starym śladzie drogi krajowej nr 3 ze Szczecina w kierunku Gorzowa Wielkopolskiego.